# ۲اس۴ تایولپن
۲اس۴ تایولپن (روسی: 2S4 «Тюльпан») خمپاره‌انداز سنگین ۲۴۰ میلی‌متری خودکششی ساخت شوروی است. تایوپلن بزرگ‌ترین سیستم خمپاره‌ای است که امروزه مورد استفاده قرار می‌گیرد. تایوپلن در فاصله سالهای ۱۹۶۹ تا ۱۹۸۸ توسط شرکت اولترنسمش تولید می‌شد و از سال ۱۹۷۲ تاکنون در نیروهای مسلح شوروی، سپس روسیه مورد استفاده قرار می‌گیرد. در خلال جنگ ایران و عراق، نیروی زمینی عراق نیز از ۲اس۴ تایولپن استفاده می‌کرد.